# Carol Holloway
Pour les articles homonymes, voir Holloway.

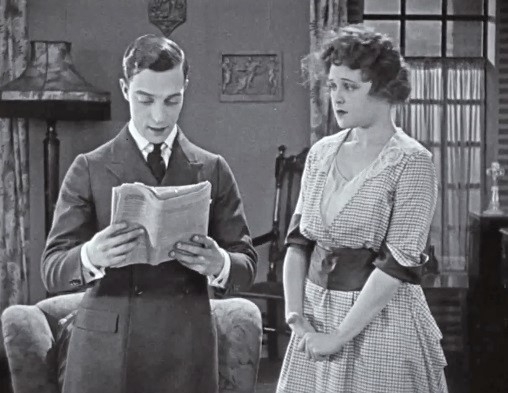
Avec Buster Keaton, dans Ce crétin de Malec (1920)

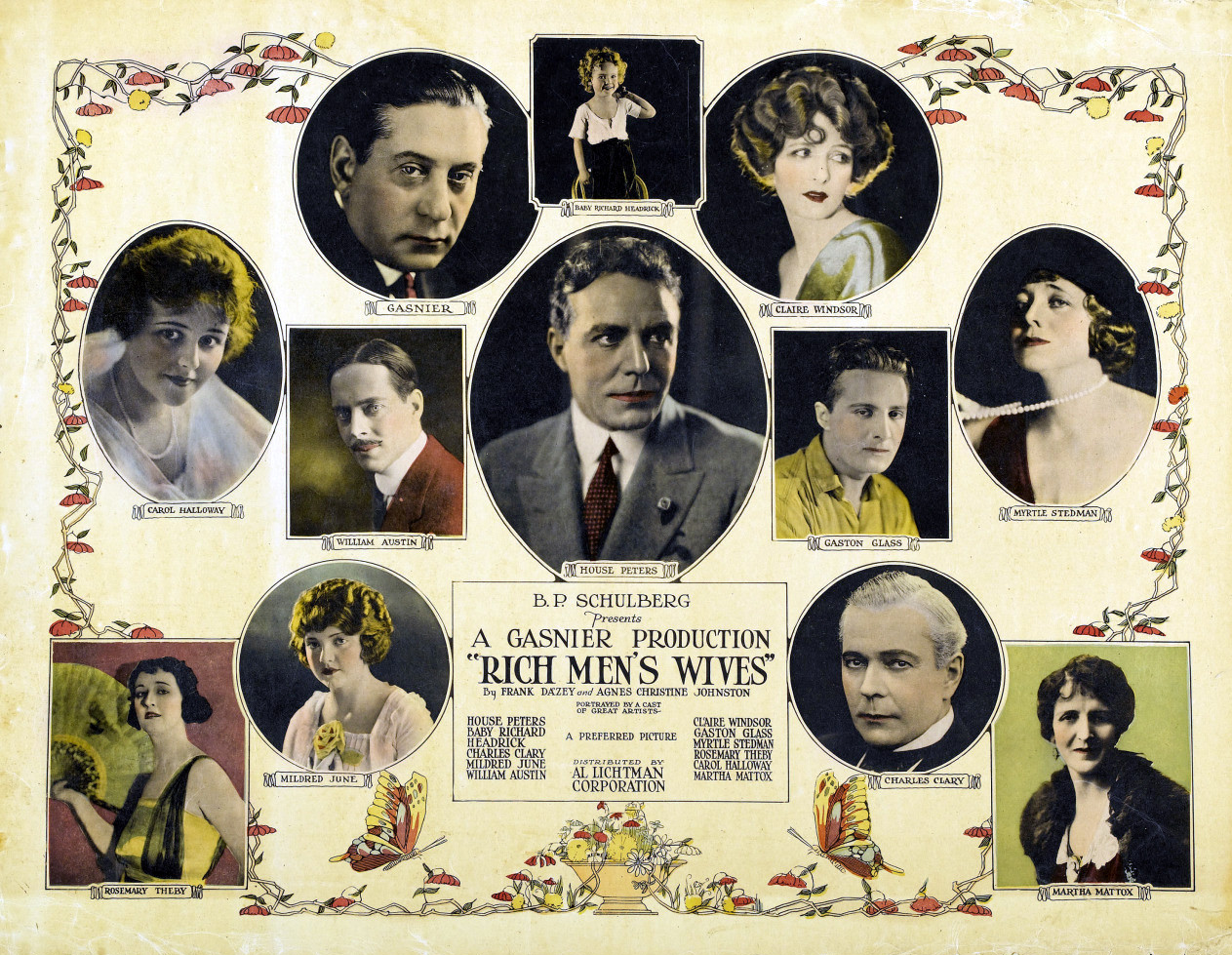
Femmes du monde (1922) :
Poster promotionnel

Carol Holloway, née le 30 avril 1892 à Williamstown (comté de Berkshire, Massachusetts) et morte le 3 janvier 1979 à Los Angeles (Californie), est une actrice américaine.

## Biographie
Actrice au cinéma principalement durant la période du muet, Carol Holloway contribue à cent-huit films américains (dont de nombreux courts métrages et des westerns) entre 1913 et 1928, notamment le serial-western The Fighting Trail de William Duncan (1917, avec le réalisateur et Joe Ryan), Ce crétin de Malec d'Herbert Blaché (1920, avec Buster Keaton et William H. Crane), Les Chasseurs de baleines de Rowland V. Lee (1921, avec Hobart Bosworth et Emory Johnson) et Beau Brummel d'Harry Beaumont (1924, avec John Barrymore et Mary Astor).
Après le passage au parlant, elle tient encore des petits rôles non crédités dans vingt autres films américains, depuis Le Signe de la croix de Cecil B. DeMille (1932, avec Fredric March et Claudette Colbert) jusqu'à Magie musicale (en) d'Andrew L. Stone (1941, avec Allan Jones et Susanna Foster), après quoi elle se retire définitivement.
Carol Holloway meurt à 86 ans, en 1979. 

## Filmographie partielle

### Période du muet
- 1913 : A Son of His Father de Joseph W. Smiley (court métrage) : Mary Temple
- 1915 : A Gentleman of Leisure (en) de George Melford : Molly Creedon
- 1917 : The Fighting Trail de William Duncan (serial) : Nan
- 1919 : Perils of Thunder Mountain de Robert N. Bradbury (serial) : Ethel Carr
- 1920 : Ce crétin de Malec (The Saphead) de Herbert Blaché : Rose Turner
- 1921 : Trailin' de Lynn Reynolds
- 1921 : Les Chasseurs de baleines (The Sea Lion) de Rowland V. Lee : Dolly May
- 1922 : Up and Going de Lynn Reynolds : Marie Brandon
- 1922 : Femmes du monde (Rich Men's Wives) de Louis J. Gasnier : la servante
- 1923 : Why Women Remarry de John Gorman : la sœur de Dan Hannon
- 1923 : L'Outsider (The Ramblin' Kid) de Edward Sedgwick : Ophelia Cobb
- 1924 : Beau Brummel de Harry Beaumont : la servante Kathleen
- 1925 : Le Secret de l'abîme (The Rainbow Trail) de Lynn Reynolds : Jane Withersteen
- 1927 : The Cherokee Kid (en) de Robert De Lacey (en) : Rose
- 1928 : Les Fruits défendus (en) (Chiken a La King) de Henry Lehrman : Effie Trundle

### Période du parlant
- 1932 : Le Signe de la croix (The Sign of the Cross) de Cecil B. DeMille : petit rôle non crédité
- 1935 : Toute la ville en parle (The Whole Town's Talking) de John Ford : une cliente
- 1936 : F-Man d'Edward F. Cline (non créditée)
- 1937 : Laurel et Hardy au Far West (Way Out West) de James W. Horne : une fille au saloon
- 1939 : The Night of Nights de Lewis Milestone : la première servante
- 1941 : Magie musicale (en) (The Hard-Boiled Canary) d'Andrew L. Stone : une infirmière